# Janaka Prasad
Janaka Prasad Wimalasiri (* 8. September 1992) ist ein sri-lankischer Leichtathlet, der sich auf den Weitsprung spezialisiert hat.

## Sportliche Laufbahn
Erste internationale Erfahrungen sammelte Janaka Prasad bei den Asienspielen 2014 in Incheon, bei denen er mit 7,22 m den 15. Platz erreichte. Vier Jahre später nahm er zum ersten Mal an den Commonwealth Games im australischen Gold Coast teil und belegte dort mit 7,89 m den siebten Platz. Zuvor gewann er bei den Hallenasienmeisterschaften in Teheran mit 7,67 m die Bronzemedaille hinter dem Chinesen Shi Yuhao und Lin Hung-min aus Taiwan. Ende August nahm er erstmals an den Asienspielen in Jakarta, bei denen er mit 7,86 m den siebten Platz belegte. Im Jahr darauf wurde er bei den Asienmeisterschaften in Doha mit 7,49 m Achter, ehe er bei den Militärweltspielen in Wuhan mit 7,39 m den Finaleinzug verpasste.
In den Jahren 2013 und 2015 sowie 2018, 2021 und 2022 wurde Prasad Sri-Lankischer Meister im Weitsprung.

## Persönliche Bestleistungen
- Weitsprung: 8,14 m (+1,8 m/s), 5. August 2018 in Colombo
  - Weitsprung (Halle): 7,67 m, 3. Februar 2018 in Teheran